# Václav Horák
Václav Horák (Kročehlavy, 27 settembre 1912 – 15 novembre 2000) è stato un calciatore cecoslovacco, di ruolo attaccante.

## Palmarès

### Giocatore

#### Competizioni nazionali
- Campionato cecoslovacco: 1

Slavia Praga: 1936-1937

#### Competizioni internazionali
- Coppa Mitropa: 1

Slavia Praga: 1938